# مخذر (أغنية هوزير)
«مُخذَر» (بالإنجليزية: Sedated) هي أغنية كتبها وأداها الفنان الأيرلندي هوزير. صدرت في 20 مايو 2014 كثالث أغنية منفردة لألبوم الإستديو خاصته الأول هوزير (2014) وبلغت الأغنية المركز الثالث في لائحة الأغاني الأيرلندية.

## الأغنية المصورة
الفيديو المصور لأغنية «مُخَذَر» صدر للمرة الأولى على اليوتيوب في 10 يونيو 2014 بمدة إجمالية بلغت ثلاثة دفائق وتسعٍ وعشرون ثانية.

## قائمة الأغاني
| 1. | "مخذر" | 3:27 |

## تاريخ الإصدار
| الإقليم          | التاريخ      | الشكل      | العلامة                    |
| ---------------- | ------------ | ---------- | -------------------------- |
| الولايات المتحدة | 20 مايو 2014 | تحميل رقمي | مجموعة يونيفرسال الموسيقية |